# Dziesiąty Zarząd Głównego Zarządu Wywiadowczego
Dziesiąty Zarząd Głównego Zarządu Wywiadowczego Sztabu Generalnego Sił Zbrojnych ZSRR – instytucja na szczeblu centralnym, kierująca ogółem spraw związanych z pozyskiwaniem informacji ekonomicznych.
Utworzona w końcu 1971 postanowieniem Biura Politycznego Komitetu Centralnego Komunistycznej Partii Związku Radzieckiego, rozformowana w 1978. 
Zarząd zajmował się opracowaniem corocznych „Zbiorów statystycznych i ocennych wskaźników wojskowego potencjału ekonomicznego” (SOP WEP) głównych państw obcych.
Szefem Zarządu od utworzenia do 1976 lub 1977 był gen. mjr (od 27 października 1997 gen. por.) Nikołaj Czerwow.